# Коста Ардев
Коста Димитров Ардев е български общественик и революционер, деец на Върховния македоно-одрински комитет и Вътрешната македоно-одринска революционна организация.

## Биография
Роден е в 1854 година в Чешитската махала на пашмаклийското село Долно Райково, тогава в Османската империя, днес квартал на Смолян. Участва активно в борбите за църковна независимост в Пашмаклийско.
Същевременно Ардев се занимава с революционна дейност и е сред активистите на революционния комитет в Райково. Местният ръководител Христо Караманджуков го нарича един от „първите ратници“.
В края на учебната 1900/1901 година, при Пашмаклийската афера, обвинен в революционна дейност, е арестуван от властите заедно с 40 българи от селата Райково, Устово, Чокманово, Аламидере и Фатово, сред които Димитър Мавров, Васил Мавродиев и Илия Ковачев.
Женен е за Ефимия (Фимия) Мавродиева, с която има седем деца. Умира на 16 февруари 1941 година.